# Raúl Fernández (lekkoatleta)
Raúl Fernández (ur. 8 marca 1978 w Brenes) – hiszpański lekkoatleta specjalizujący się w skoku w dal. 
Najważniejszym jego osiągnięciem jest halowe mistrzostwo Europy w skoku w dal (2002). 

## Największe osiągnięcia
| Rok  | Rodzaj zawodów              | Miasto  | Konkurencja | Miejsce | Wynik  |
| ---- | --------------------------- | ------- | ----------- | ------- | ------ |
| 1996 | Mistrzostwa Świata juniorów | Sydney  | skok w dal  | 2       | 7,75 m |
| 1997 | Mistrzostwa Europy juniorów | Lublana | skok w dal  | 2       | 7,90 m |
| 2002 | Halowe Mistrzostwa Europy   | Wiedeń  | skok w dal  | 1       | 8,22 m |

## Rekordy życiowe
- Skok w dal – 8,26 m (2002)
- Skok w dal (hala) – 8,22 m (2002)